# TvOS 16
tvOS 16 è la sedicesima versione del sistema operativo per Apple TV sviluppato dalla Apple Inc.. È stata presentata durante la Worldwide Developers Conference del giugno 2022. Lo stesso giorno ne è stata pubblicata la prima versione beta per sviluppatori.